# Chris Rooney
Chris Rooney, född 26 maj 1975, är en amerikansk ishockeydomare som är verksam i den nordamerikanska ishockeyligan National Hockey League (NHL) sedan 2000. Under sin domarkarriär i NHL har han dömt 1 316 grundspelsmatcher, 142 slutspelsmatcher (Stanley Cup) och fem Stanley Cup-finaler. Rooney har också varit verksam även internationellt och var en av ishockeydomarna i de olympiska vinterspelen 2010 och World Cup 2016.